# The Deal (film 2003)
The Deal è un film per la televisione del 2003 diretto da Stephen Frears.
Si tratta del primo film della trilogia incentrata sulla carriera politica dell'ex primo ministro inglese Tony Blair, interpretato da Michael Sheen. Sarà seguito da The Queen - La regina e I due presidenti.

## Trama
Tony Blair e Gordon Brown si incontrano in un ristorante italiano di Londra, dove il primo ottiene l'appoggio di Brown per diventare leader del Partito Laburista, in caso di vittoria, promettendo in cambio la carica di Ministro del Tesoro e di dimettersi dopo il primo mandato così da permettere a Brown di ricoprire a sua volta il ruolo di premier. Ma Tony Blair non mantiene fede ai patti causando così un'accesa rivalità.